# Боривітер
Бори́вітер — назва кількох видів роду сокіл (Falco). Боривітри відрізняються своєю поведінкою під час полювання, коли вони в пошуку здобичі, тріпочучи крилами, зависають у повітрі на висоті 10—20 м над землею. Полюють зазвичай на невеликих ссавців, ящірок або великих комах. Інші соколи більш пристосовані до активного полювання в польоті. Значна частина оперення боривітрів бурого кольору.

## Назва
Свою назву боривітер отримав за звичку час від часу зависати на одному місці в повітрі, вистежуючи здобич, тримаючись проти вітру і ніби переборюючи його. Для ширяння боривітри користуються висхідними потоками повітря[джерело?].
Місцеві назви — постільга, трепещук, вітролом.

## Опис
Більшість видів, які називають пустельгою, утворюють окрему групу серед соколів, як свідчить порівняння даних про послідовність цитохрому b мтДНК та морфології. Схоже, що він розійшовся з іншими соколами на межі міоцену і пліоцену (від мессинського до занклінського, або близько 7—3,5 млн р. т.). Найнижчими «справжніми» пустельгами є три види з Африки та її околиць, у яких відсутня вилична смуга, а в одному випадку — як і в інших соколів, але на відміну від інших справжніх пустельг — на крилах є великі ділянки сірого кольору.
Приблизно в геласійський період (пізній пліоцен або ранній плейстоцен, близько 2,5—2 млн років тому) виникла основна лінія справжніх пустельг, яка містить види, що характеризуються виличною смугою. Схоже, що вони також еволюціонували в Африці й згодом поширилися Старим Світом, поки не досягли Австралії десь у середньому плейстоцені, менше мільйона років тому. Ця група містить кілька таксонів, знайдених на островах Індійського океану. Групу з трьох переважно сірих видів з Африки та Мадагаскару зазвичай вважають пустельгою через їхню загальну форму та звички, але вони, ймовірно, відрізняються від справжніх пустельг, як описано вище.
Американська пустельга — єдиний вид Нового Світу, який називається «пустельга». Молекулярні дані Грумбриджа, а також морфологічні особливості (наприклад, сірі крила у самців і чорна пляма на вусі) та біогеографія переконливо свідчать на користь того, що цей вид серед соколів-балабанів зовсім не є пустельгою у філогенетичному сенсі, а, можливо, ближчий до Hypotriorchis. Інші нещодавні аналізи ДНК дотримуються схожої точки зору, що американська пустельга не є справжньою пустельгою, а скоріше генетично ближча до більших американських соколів, таких як сапсан, сокіл мексиканський та степовий сокіл, ніж до пустельги. Хоча цей вид не був перейменований в результаті генетичного аналізу, він, ймовірно, є нащадком архаїчних предків великих соколів, що еволюціонували в процесі конвергентної еволюції, щоб зайняти таку ж нішу дрібної здобичі в екосистемі, як і справжні пустельги.

## Систематика
Види боривітрів не складають монофілетичної групи і включають:
Смугасто-вилицева клада або група звичайного боривітра
- Боривітер мадагаскарський, Falco newtoni
- Боривітер сейшельський, Falco araea
- Боривітер маврикійський, Falco punctatus
- Боривітер реюньйонський, Falco duboisi — вимерлий від 1700 року
- Боривітер плямистий, Falco moluccensis, водиться в Індонезії
- Сивобородий, або австралійський боривітер, Falco cenchroides, водиться в Австралії і Новій Гвінеї
- Боривітер звичайний, Falco tinnunculus, водиться в Європі, Азії і Африці
  - Боривітер гірський, Falco tinnunculus rupicolus, водиться в Південній Африці

Базальна група групи звичайного боривітра
- Боривітер великий, Falco rupicoloides, водиться у Східній та Південній Африці
- Боривітер лисичий, Falco alopex, водиться в Екваторіальній Африці
- Боривітер степовий, Falco naumanni, водиться в Південній Європі, Індії і Північній Африці

Африканські сірі боривітри (віддаленіша група)
- Боривітер сірий, Falco ardosiaceus, водиться від центральної до південної Африки
- Боривітер Дікінсона, Falco dickinsoni, водиться в Східної до південної Африки
- Боривітер смугастий, Falco zoniventris, водиться на Мадагаскарі

Американський боривітер
- Боривітер американський, Falco sparverius, водиться в Північній та Південній Америці

## Список приміток
1. 1 2  Бойко. Світ пернатих у назвах (PDF). Архів оригіналу (PDF) за 4 березня 2016.
2. ↑  Постільга // Словник української мови : в 11 т. — Київ : Наукова думка, 1970—1980.
3. 1 2  Groombridge, Jim J.; Jones, Carl G.; Bayes, Michelle K.; van Zyl, Anthony J.; Carrillo, José; Nichols, Richard A.; Bruford, Michael W. (2002-11). A molecular phylogeny of African kestrels with reference to divergence across the Indian Ocean. Molecular Phylogenetics and Evolution. Т. 25, № 2. с. 267—277. doi:10.1016/s1055-7903(02)00254-3. ISSN 1055-7903. PMID 12414309. Процитовано 7 серпня 2024.
4. ↑  1. Introducing Raptors. Raptors. Cornell University Press. 31 грудня 2017. с. 1—19.
5. ↑  Griffiths, Carole S. (1999-01). Phylogeny of the Falconidae Inferred from Molecular and Morphological Data. The Auk. Т. 116, № 1. с. 116—130. doi:10.2307/4089459. ISSN 0004-8038. Процитовано 7 серпня 2024.